# José Sánchez-Guerra y Martínez

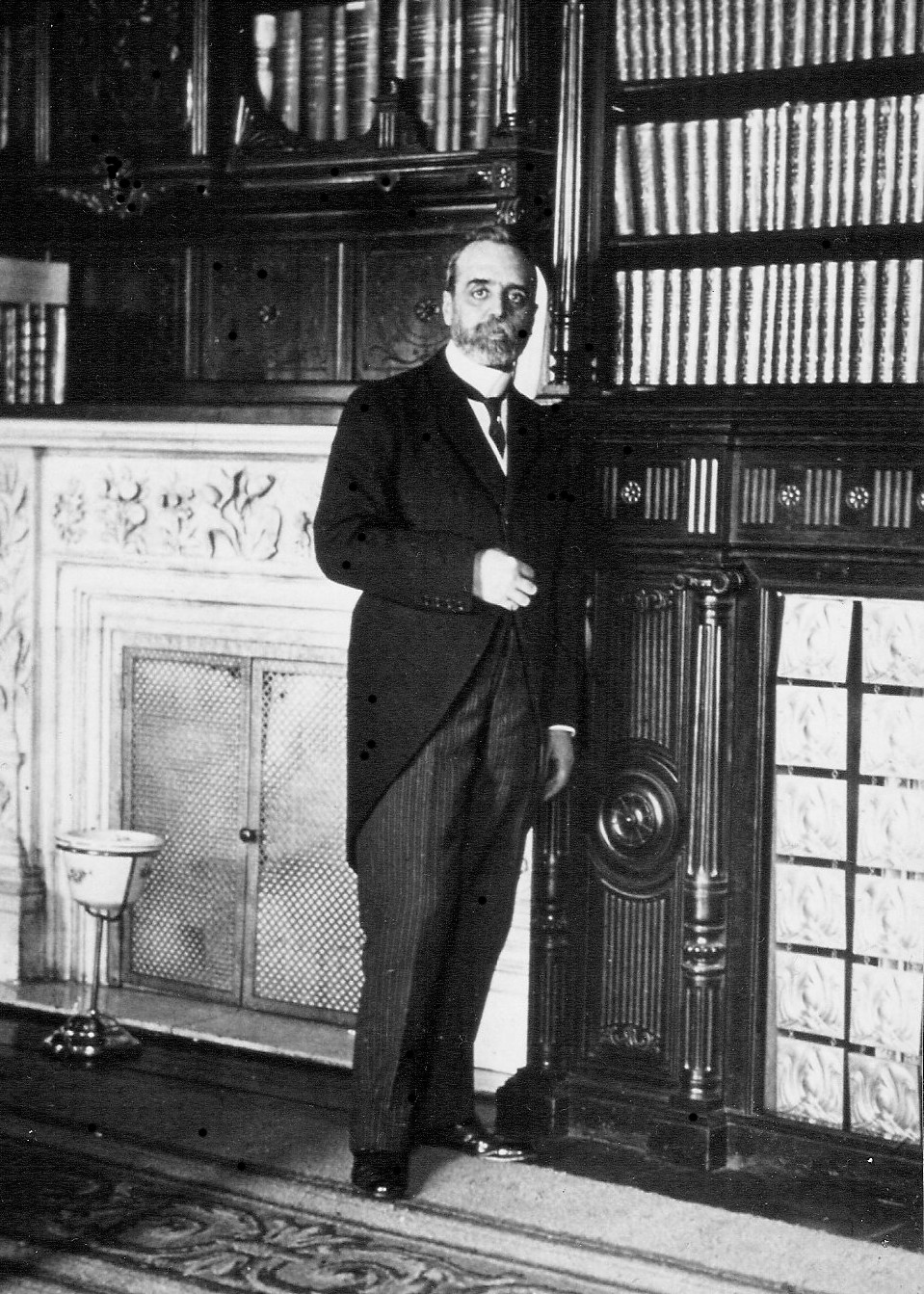
José Sánchez-Guerra y Martínez.

José Sánchez-Guerra Martínez (Córdoba, 28 juni 1859 - Madrid, 26 januari 1935) was een Spaans politicus en eerste minister.

## Levensloop

### Journalist en afgevaardigde
Na zijn studies rechtswetenschappen werd hij journalist. In 1885 was hij de oprichter en de uitgever van de krant "La Iberia", in 1888 richtte hij de krant "Revista de España" op en in 1898 "El Español".
Op 4 april 1886 begon zijn politieke loopbaan toen hij voor de Liberale Partij van Práxedes Mateo Sagasta verkozen werd tot afgevaardigde in het Congres van Afgevaardigden. Hij bleef dit met een onderbreking van september 1927 tot juni 1931 tot en met 19 november 1933.
In 1902 stapte hij over naar de Conservatieve Partij, in 1876 opgericht door Antonio Cánovas del Castillo en toen onder leiding van Antonio Maura.

### Minister
In juli 1903 werd hij gouverneur van de Banco de España en bleef dit tot in december 1903. Vervolgens werd hij op 5 december 1903 minister van Binnenlandse Zaken in de regering van Antonio Maura. Eerder was hij in augustus 1893 ad interim minister van Koloniën. Hij bleef minister tot en met 5 december 1904.
Van januari 1907 tot september 1908 was hij opnieuw gouverneur van de Banco de España, waarna hij op 14 september 1908 in de tweede regering van Antonio Maura minister van Ontwikkeling werd. Hij bleef in functie tot en met 27 oktober 1909.
In de eerste twee regeringen van Eduardo Dato was van 27 oktober 1913 tot 9 december 1915 en van 11 juni tot 3 november 1917 opnieuw minister van Binnenlandse Zaken.

### Parlementsvoorzitter en premier
Van 22 juli 1919 tot en met 2 oktober 1920 was hij voorzitter van het Congres van Afgevaardigden. In januari 1921 werd hij dit opnieuw ad interim en vervolgens was hij 22 februari 1921 tot 14 maart 1922 opnieuw parlementsvoorzitter.
Op 8 maart 1922 werd hij, precies één jaar nadat Eduardo Dato vermoord werd, ter opvolging van Antonio Maura premier van Spanje. Hij leidde tot en met 7 december 1922 een interim-regering en vanaf 15 juli 1922 was hij tevens ad interim minister van Oorlog. 
Zijn regering bevatte naast aanhangers van Antonio Maura en conservatieven ook vertegenwoordigers van de Catalaanse Liga. Tijdens zijn premierschap probeerde hij de onlusten in Barcelona te beëindigen door burgerlijk gouverneur Severiano Martínez Anido, die een politiek voerde van anarchisten onderdrukken en gewapende burgerlijke eenheden inzetten, te ontslaan en probeerde de sociale conflicten te stoppen. Op het einde van zijn premierschap brak echter discussie uit over het onderzoek van de Spaanse nederlaag bij de Slag om Annual door generaal-majoor Juan Picasso González. Dit zorgde ervoor dat de regering van Sánchez-Guerra aftrad. 
Tijdens de militaire dictatuur van september 1923 tot januari 1930 onder Miguel Primo de Rivera behoorde hij tot de oppositie en liet vaak scherpe kritiek horen tegen dictator Primo de Rivera. Hierdoor moest hij in 1927 in ballingschap gaan naar Frankrijk en kon hij zich bij de verkiezingen van 12 september 1927 niet kandidaat stellen.
Op 29 januari 1929 keerde hij terug naar Spanje om in Valencia een militaire revolte aan te voeren tegen Primo de Rivera. Vervolgens probeerde hij te vluchten, maar werd gearresteerd en tot een celstraf veroordeeld. In november 1929 kreeg hij echter genade en werd hij vrijgelaten.
Ondanks zijn kritische houding tegenover koning Alfons XIII besloot hij na het ontslag van de regering van Dámaso Berenguer op 18 februari 1931 een formatieopdracht aan te nemen. Vervolgens begon hij gesprekken met het Republikeins Comité in het gevangenisgebouw van Madrid. Wegens zijn verzwakte gezondheid gaf hij kort nadien echter de formatieopdracht terug, waarna Juan Bautista Aznar Cabañas een regering vormde.
Bij de verkiezingen van 28 juni 1931 werd hij voor de Conservatieve Partij opnieuw verkozen tot afgevaardigde en bleef dit tot en met 19 november 1933, waarna hij zich uit de politiek terugtrok.

### Ereambten, uitgaves en familie
Voor zijn verdienste werd hij op 12 april 1921 toegelaten tot de Real Academia de Ciencias Morales y Políticas als opvolger van Eduardo Dato. Hij bleef er lid van tot aan zijn dood.
Naast zijn journalistieke artikelen gaf hij in 1930 onder andere het manifest "Al servicio de España. Un manifiesto y un discurso" uit.
Zijn zoon Rafael Sánchez Guerra (1897–1964) was van april 1923 tot september 1927 afgevaardigde in het Congres van Afgevaardigden en van 1935 tot 1939 voorzitter van Real Madrid CF.
- Biblioteca Nacional de España: XX1204140
- Bibliothèque nationale de France: cb149775641 (data)
- Catàleg d'autoritats de noms i títols de Catalunya: 981058515008406706
- Gemeinsame Normdatei: 128770333
- International Standard Name Identifier: 0000 0000 8367 4553
- Library of Congress Control Number: no96032688
- Système universitaire de documentation: 156634678
- Virtual International Authority File: 28132328
- WorldCat: E39PBJxhhJRcpR46HQXhdpQyVC